# 奥幸代
奥 幸代（おく さちよ）は、日本のヴァイオリニスト、ヴィオリスト。

## 人物
大阪府堺市出身。大阪音楽大学短期大学部器楽専攻卒業。ヴァイオリンを東儀幸に、ヴィオラを竹内晴夫に師事。堺市新人音楽家演奏会に出演の後、モレ弦楽四重奏団に約4年間在籍、各地でのコンサートに参加。1998年よりヴィオリストとして活動を始める。ライナー・モーク（元ベルリンフィルソロ首席奏者）に2002年から2004年まで奈良国際音楽アカデミーにて指導を受けた後、毎年プライベートレッスンを受けて、演奏活動を行なっている。演奏者としては、自身の教室での指導、大阪フィルハーモニー交響楽団、日本センチュリー交響楽団の他、主に関西のオーケストラで活動中。クラシックを気軽にという音楽性を持ち、ドリンクを飲みながら楽しむというコンサートや、演奏時間15分の「ちいさな音楽会」、2011年よりクラシックに限らず、様々なジャンルでグローバルに活躍しているアーティストたちと共演する「DUO CONCERT」を自ら企画、定期的に開催している。最近では演奏活動以外にも、FMパーソナリティ、Ustreamでのトーク番組　癌撲滅活動など、オーケストラ奏者からスピンオフした活動も目立ってきている。2012年12月、大阪室内合奏団を設立したことを自身のウェブサイトで発表した。2012年4月よりラヂオきしわだ -夕暮れ音戯はなし（おとぎはなし）- にレギュラー出演し、インターネットサイマル放送にて大阪エリア以外でもトークを聴くことが出来る。

## メディア出演
- 夕暮れ音戯はなし - ラヂオきしわだ
- ランクなう! - Ustream
- 明日へのリンク - 東海ラジオ